# Oliver Stević
Oliver Stević  (Nova Gorica, Yugoslavia, 18 de enero de 1984) es un jugador serbio de baloncesto. Mide 2,05 metros de altura y ocupa la posición de Pívot en las filas del Obradoiro CAB de la Liga LEB Oro.

## Biografía
Formado en la escuela serbia, vivió en Polonia su primera experiencia fuera de los Balcanes enrolado en el Slask Wroclaw. Tres años más tarde retornó a su país para jugar con el Estrella Roja. Tras jugar un año con el Oldenburg alemán, fichó por el Bilbao Basket en octubre de 2011, año en el que los bilbaínos jugaron la Euroliga, para suplir una lesión. De Bilbao pasó al Casale Monferrato italiano con el que disputó casi al completo la campaña 11/12.
El Stelmet Zielona Góra de Polonia fue su destino para la temporada 12/13. Junto a Walter Hodge y Quinton Hosley formó la columna vertebral de un equipo que se proclamó campeón de liga. Stevic cerró la campaña con 12,4 puntos, 7,3 rebotes, 59 por ciento en tiros de dos y 17 de valoración en liga, mientras que en Eurocup firmó 13,7 puntos y 7,4 rebotes por partido.
El dinero de la emergente liga turca le llevó a fichar por el Royal Hali Gaziantep donde estuvo dos temporadas. En la 2013/2014 promedió 10,4 puntos, 7,5 rebotes (el octavo mejor de la liga) y 16,1 de valoración (décimo mejor de la competición). En el último curso estuvo lastrado por algún problema físico que le restó protagonismo, aun así lo concluyó como el décimo máximo reboteador de la liga turca con 6,7 rechaces por partido y con 11,3 de valoración media en algo menos de 20 minutos de juego por encuentro.
En 2015 el ala pívot internacional serbio se convierte en nuevo jugador del Montakit Fuenlabrada. El jugador vuelve a España,  donde jugó la temporada 2010/2011 con el CB Bilbao Berri. 
En la temporada 2019-2020, firmará un contrato temporal hasta enero de 2020 con el San Pablo Burgos con el que jugará en la Liga Endesa y en la Basketball Champions League debido a la lesión del  pívot  burgalés Goran Huskić.  
En enero de 2020, tras acabar su contrato con San Pablo Burgos, se incorpora a las filas del Club Joventut Badalona hasta el final de temporada para reforzar al club badalonés tras su plaga de lesiones.
En octubre de 2020, regresa al Baloncesto Fuenlabrada de la Liga ACB para reforzar al conjunto mardrileño durante un mes, con opción de seguir hasta el final de la temporada. En el conjunto madrileño promedia 7.7 puntos y 5.5 rebotes por partido.
A finales de noviembre de 2020, firma un contrato temporal por el Club Baloncesto Gran Canaria de la Liga ACB.
El 4 de diciembre de 2023, firma por el Hestia Menorca de la Liga LEB Oro. En la temporada 2023-24, promedia 12,5 puntos, 7 rebotes y 1,9 asistencias para una valoración media de 19,2 créditos por partidos en los 31 minutos de media de los que dispuso.
El 11 de mayo de 2024, firma por el Lenovo Tenerife de la Liga Endesa, para reforzar al conjunto tinerfeño en los play-offs de la liga.
El 2 de julio de 2024, firma por el Obradoiro CAB de la Liga LEB Oro.

## Trayectoria profesional
- KK Borac Čačak (2003-2005)
- Koper (2006)
- WKS Śląsk Wrocław (2006-2008)
- Anwil Włocławek (2008)
- Estrella Roja de Belgrado (2009-2010)
- EWE Baskets Oldenburg (2010-2011)
- Bizkaia Bilbao Basket (2011)
- Novipiù Casale Monferrato (2011-2012)
- Stelmet Zielona Góra (2012-2013)
- Royal Halı Gaziantep (2013-2015)
- Baloncesto Fuenlabrada (2015-2016)
- Morabanc Andorra (2016-2019)
- KK Igokea (2019)
- San Pablo Burgos (2019)
- Club Joventut Badalona (2020)
- Baloncesto Fuenlabrada (2020)
- Club Baloncesto Gran Canaria (2020-2023)
- Hestia Menorca (2023-2024)
- Lenovo Tenerife (2024)
- Obradoiro CAB (2024-actualidad)